# Світле (Айиртауський район)
Сві́тле (каз. Светлое) — село у складі Айиртауського району Північноказахстанської області Казахстану. Входить до складу Камсактинського сільського округу, раніше було центром і єдиним населеним пунктом ліквідованої Світлівської сільської ради.
Населення — 246 осіб (2021; 476 у 2009, 791 у 1999, 1365 у 1989).
Національний склад станом на 1989 рік:
- росіяни — 48 %
- казахи — 37 %.